# Shinile (woreda)
Pour les articles homonymes, voir Shinile (homonymie).
Shinile est un woreda de l'est de l'Éthiopie situé dans la zone Siti de la région Somali. Ce district a 102 574 habitants en 2007 et porte le nom de son chef-lieu Shinile.
Le district est bordé au sud par Dire Dawa. Il s'étendait par le passé au delà d'Adigala et même jusqu'à la région Afar mais son territoire s'est réduit depuis autour de Shinile, Harewa et Milo.
|      | Gablalu   | Hadhagala |
| Erer | Shinile   | Dembel    |
|      | Dire Dawa |           |

Située entre Dire Dawa et Adigala, Harewa est maintenant la seule gare desservie par la ligne d'Addis-Abeba à Djibouti dans le district alors qu'autrefois le chemin de fer djibouto-éthiopien desservait aussi les gares de Shinile, El Bah et Milo[réf. souhaitée].
Milo, ou Mello, est à une vingtaine de kilomètres d'Harewa.
Le recensement national de 2007 fait état pour le district d'une population de 102 574 habitants dont 19 % de citadins qui sont les 8 287 habitants du chef-lieu Shinile, 5 835 habitants à Adigala, 3 836 habitants à Harewa et 1 841 habitants à Milo.
Près de 99 % des habitants sont musulmans.
En 2022, la population est estimée sur le même périmètre à 150 900 personnes avec une densité de population de 13 personnes par km2 pour 11 700 km2 de superficie.
Le district se réduit cependant à 3 577 km2 en 2021 en raison principalement des détachements de Gablalu et Hadhagala,.